# Deanne Rose
Deanne Rose (New Tecumseth, 3 marzo 1999) è una calciatrice canadese, centrocampista del Leicester City e della nazionale canadese.

## Carriera

### Club
Nata a New Tecumseth da genitori giamaicani, Rose ha militato nello Scarborough GS United. Nel 2015 è stata una delle sei giocatrici ad essere state candidate al BMO Canadian Player of the Year.
Nell'estate 2021 si è trasferita al Reading in Inghilterra, dove ha giocato per due stagioni consecutive. Per la stagione 2023-24 è andata a giocare al Leicester City, sempre nella Women's Super League inglese.

### Nazionale
Nel 2014, all'età di 15 anni, la federazione calcistica del Canada la inserisce nel programma federale atto a migliorare le prestazioni dei giovani talenti sotto la guida del coach Bev Priestman.
Nel 2015 viene inserita per la prima volta nella rosa della nazionale canadese facendo il suo debutto il 9 dicembre 2015 a Natal, nella partita vinta dalle canadesi sul Messico per 3-0.
Nel 2016 è selezionata per giocare nella fase di qualificazione ai Giochi della XXXI Olimpiade, contribuendo alla qualificazione e ottenendo la convocazione per la fase finale. Nel frattempo è chiamata per rappresentare la propria nazione all'edizione 2016 dell'Algarve Cup; impiegata nel torneo in tre delle quattro partite giocate, tra cui la finale, contribuisce alla conquista del trofeo, primo titolo conquistato dal Canada, battendo in finale le avversarie del Brasile per 2-1.
Durante il torneo olimpico, il 19 agosto 2016 è autrice della rete del parziale 1-0 sul Brasile nella finale per il terzo posto, incontro che terminerà con il definitivo 2-1 per il Canada e la conquista della medaglia di bronzo. Nell'occasione stabilisce un nuovo primato, quello della più giovane marcatrice alle olimpiadi con un'età di 17 anni e 5 mesi circa.

## Palmarès

### Nazionale
- Algarve Cup: 1

2016
- Bronzo olimpico: 1

Rio de Janeiro 2016
- Oro olimpico: 1

Tokyo 2020